# Kosatkowce
Kosatkowce (Tofieldiales) – rząd roślin wyróżniany w niektórych systemach klasyfikacyjnych okrytonasiennych (np. w systemie Reveala z lat 1993–1999). Takson monotypowy zawierający jedną rodzinę kosatkowate (Tofieldiaceae).

## Systematyka
Pozycja w systemie Reveala (1993–1999)
Gromada okrytonasienne (Magnoliophyta Cronquist), podgromada Magnoliophytina Frohne & U. Jensen ex Reveal, klasa jednoliścienne (Liliopsida Brongn.), podklasa liliowe (Liliidae J.H. Schaffn.), nadrząd Lilianae Takht., rząd kosatkowce (Tofieldiales Reveal & Zomlefer).
Pozycja według APweb (aktualizowany system APG III z 2009)
Takson nie wyróżniany. Kosatkowate stanowią jedną z rodzin żabieńcowców (Alismatales).